# 張舜元
張舜元（1498年—？），字伯才，號東軒，直隸保定府慶都縣民籍，山西廣靈縣人，明朝政治人物。

## 生平
嘉靖七年（1528年）戊子科順天府鄉試第一百九名舉人。嘉靖八年（1529年）聯捷己丑科會試第二十九名，登第三甲第四十七名進士。授知县，擢吏部主事、户部员外郎、郎中，官至布政司参议，嘉靖二十三年（1544年）正月考察去职閑住。

## 家族
曾祖張震，曾任戶部員外郎；祖父張翰，曾任縣丞；父張大本，曾任義官。母安氏。重庆下。弟舜愷、舜夔、舜龍、舜慕。